# 문화적 박탈
문화적 박탈은 사회학에서 어떤 사람이 열등한 규범, 가치관, 기술, 지식을 가졌다는 이론이다. 이 이론은 하위 사회 계급의 사람들이 상위 계급의 사람들에 비해 문화적 박탈을 경험하며, 그 결과로 계급 간 격차가 증가하여 이들이 불이익을 받는다고 주장한다.
예를 들어, 교육에서 하위 계급 학생들은 부모가 자녀에게 가장 좋은 학교를 알지 못하기 때문에 문화적 박탈을 겪을 수 있지만, 중산층 부모는 "시스템을 알기" 때문에 자녀를 그들에게 가장 좋은 학교로 보낼 수 있다. 이는 하위 계급 학생들을 불리하게 만들어 불평등과 중산층과 하위 계급 학생들 간의 격차를 증가시킨다.
이 이론의 지지자들은 인종, 젠더, 민족성 또는 다른 요인과 관계없이 노동 계급 문화가 중산층 사람들의 문화와 본질적으로 다르다고 주장한다. 이러한 문화적 차이는 중산층 아이들이 부모를 관찰함으로써 쉽게 문화 자본을 습득할 수 있지만, 노동 계급 아이들은 그럴 수 없으며, 이러한 박탈은 자가 영속적이라는 것을 의미한다.
이 이론은 중산층이 1차 사회화의 결과로 문화 자본을 얻는 반면, 노동 계급은 그렇지 못하다고 주장한다. 문화 자본은 중산층이 사회에서 성공하는 데 도움이 되는데, 그들의 규범과 가치관이 교육 성취와 그에 따른 고용 가능성을 촉진하기 때문이다. 문화 자본이 부족한 사회의 노동 계급 구성원들은 그것을 자녀에게 물려주지 않아 계급 시스템이 영속된다. 중산층 자녀의 문화 자본은 그들이 노동 계급 자녀보다 중산층 교사들과 더 효과적으로 소통할 수 있게 해주며, 이는 사회 불평등에 기여한다.
부르디외는 국공립 학교가 모든 사람을 중산층으로 만들도록 설정되어 있지만, 오직 중산층과 일부 높은 성취를 보이는 노동 계급만이 이를 달성할 문화 자본을 가지고 있다고 주장했다. 마르크스주의적 관점에서 문화적 박탈은 노동 계급이 이용할 수 있는 자원이 제한적이며, 노동 계급 아이들이 다른 사람들보다 준비가 덜 된 채 학교에 입학한다는 점을 지적한다.

## 추가 자료
- Bernstein, B. (2002) "Educational Codes and Social Control", British Journal of Sociology of Education, 23: 4. (The whole of this edition is useful for understanding Basil Bernstein).
- Chitty, C. (2002) "Education and Social Class". The Political Quarterly, 73 (2), pp. 208–210.
- Legewie, J. and DiPrete, T. A. (2012) "School Context and the Gender Gap in Educational Achievement". American Sociological Review, 77, (3), pp. 463–485.
- Leathwood, C. and Archer, L. (2004) "Social class and educational inequalities: the local and the global", in Pedagogy, Culture and Society, 12, (1).
- Leicester, M. (1991). Equal Opportunities in School: Social Class, Sexuality, Race, Gender and Special Needs, Harlow: Longman.
- Mac an Ghaill, M. (1996) "Sociology of Education, state schooling and social class: beyond critiques of the New Right hegemony", British Journal of Sociology of Education, 17: 163-176.
- Marks, G. N. (2011) "Issues in the Conceptualization and Measurement of Socioeconomic Background: Do Different Measures Generate Different Conclusions?", Social Indicators Research, 104, (2), pp. 225–251.
- Reay, D. (2001) "'Finding or losing yourself?': working-class relationships to education", Journal of Education Policy 16(4): 333-346.